# Erenköy
Erenköy (turco) (o anteriormente Kokkina en griego) es una aldea en el oeste de Tylliria/Dillirga, situada en la costa entre Pomos y Limnitis/Yeşilırmak, Chipre. Antiguamente, el lugar donde actualmente está el pueblo, era conocido como Ayia Eleni (Santa Elena).

## Datos básicos
El mapa de Kitchener de 1885 muestra solo una iglesia y un par de edificios existentes en el lugar de la aldea. Al parecer, nadie vivía allí de forma permanente hasta 1911. Kutlu Adalı afirma que en 1936 se alentó a los habitantes del pueblo turcochipriota de Erenköy mudarse allí desde otro asentamiento llamado también Kokkina, cerca Alevga situado en Karga. Cuando son reasentados, inmediatamente cambian el nombre de la nueva por el de su antiguo pueblo. (El significado de Kokkina en griego es "rojo".) Sin embargo, en 1958, los turcochipriotas pasan a llamar al pueblo como Erenköy, que significa "pueblo santo".[cita requerida]

## Conflicto intercomunal
De 1891 a 1960, los viejos y nuevos pueblos de Kokkina fueron exclusivamente habitadas por los turcochipriotas. Aunque la tasa de crecimiento de la población ha fluctuado en las primeras décadas del siglo XX, se incrementó gradualmente de 151 en 1891 a 299 en 1960.
Los habitantes de Erenköy fueron incrementados con los refugiados turcochipriotas durante las luchas intercomunales de 1964. La región Tylliria / Dillirga, donde se encuentra Kokkina, fue el escenario de duros enfrentamientos entre las comunidades grecochipriotas y turcochipriotas debido a que los primeros la observaron como puerto de contrabando de armas. En esos años, cuando la lucha intercomunal tuvo su máximo desarrollo, la preocupación del Gobierno en el sector de Kokkina - Lefka - Xeros  se refiere principalmente con las actividades de preparación contra invasión y la creencia de que turcos continentales y armas turcas están siendo contrabandeadas hacia el área por mar. La influencia turcochipriota en la zona es fuerte y Lefka era el bastión turco-chipriota. Frente a esto, fuertes contingentes de la Guardia Nacional se han localizado en la zona, especialmente en Xeros.
El  enclave de Kokkina (compuesto por los pueblos: Kokkina / Erenköy, Mansoura (Chipre) / Mansur, Sellain T'api / Selçuklu, Agios Theodoros / Bozdağ y Alevga / Alevkaya fue el sitio de una ofensiva mayor de la Guardia Nacional durante el conflicto entre comunidades que se llevó a cabo entre el 6 y el 9 de agosto de 1964 (ver Enfrentamiento de Kokkina). Este ataque obligó a los turcochipriotas a evacuar cuatro pueblos y retirarse a la estrecha cabeza de playa de Kokkina / Erenköy. Permanecieron allí hasta 1975, transformando a este enclave como el de peores condiciones de vida de todos los existentes entre 1060/74.
En 1964, UNFICYP reporta entre 600 y 800 refugiados en el lugar provenientes de cinco villas vecinas. 400 viven en cuevas en condiciones totalmente precarias. Durante las primeras lluvias de noviembre de 1964, su situación fue extremadamente mala. Debido a la misma, existió una disminución de las restricciones por parte de la NG permitiendo el ingreso de abrigos de lana y carpas. En un nuevo reporte de 1965, UNFICYP informa que para el gobierno hay 900 habitantes en la localidad mientras que los datos correspondientes a las autoridades turcochipriotas llegan a 1100.
EL 22 de enero de 1966, casi un año y medio después de los enfrentamientos, 425 estudiantes que participaron en el enfrentamiento de agosto de 1964, son trasladados por gestión y bajo la custodia de UNFICYP a Xeros, desde donde embarcan rumbo a Turquía en un buque de provisto por Cyprus Mines Corporation. Se suman al contingente 46 estudiantes de Nocosia y 41 de Limnitis.
En 1971, se registraban 677 desplazados turcochipriotas que residían en el pueblo.
El éxito de la ofensiva de la Guardia Nacional antes mencionada solo fue impedido por la intervención de los aviones de guerra turcos, causando enormes pérdidas militares y civiles a los grecochipriotas.
Durante las operaciones de 1974, hubo combates en la línea de confrontación, sin avances de tropas. Después de la guerra y la división de la isla, Kokkina / Erenköy continuó como un  enclave, ya que el ejército turco nunca llegó al pueblo.
Finalmente, en noviembre de 1976, todos los habitantes del pueblo de Kokkina y las familias desplazadas en 1964 fueron trasladados al antiguo pueblo griego-chipriota de Yialousa / Yeni Erenköy en la península de Karpasia / Karpaz, donde viven actualmente.

## Población actual
El pueblo se ha mantenido un campamento militar turco-chipriota desde 1976.